# Álvaro del Amo Gili
Álvaro del Amo Gili (Madrid, 17 de mayo de 1922-Pico Carlit, Pirineos Orientales, Francia, 10 de julio de 1985) fue un profesor universitario y genetista español. Fue el primer investigador español en dedicarse a la Citogenética humana.

## Biografía
Álvaro nació en Madrid el 17 de mayo de 1922. Su padre, Álvaro del Amo era propietario de una librería en la madrileña Plaza del Ángel, y su madre, Juana Gili procedía de una saga de libreros y editores catalanes. Su hermana, Montserrat fue escritora. Tras licenciarse en Ciencias Naturales en la Universidad Central de Madrid, y gracias a una beca del Patronato Alonso de Herrera del CSIC, se trasladó a Coimbra (Portugal) en abril de 1946. Allí se especializó en Genética y trabajó en el Instituto Botánico de la Universidad de Coimbra, bajo las órdenes del botánico y genetista luso Abílio Fernandes, que fue su director de la tesis doctoral defendida en 1950. Dos años antes (1948) se había trasladado a Lisboa para trabajar en la Estación Agronómica de Sacavém, próxima a la capital portuguesa.
Del Amo fue uno de los tres primeros miembros del Opus Dei —junto con Francisco Martínez García (1921-1991) y Gregorio Ortega Pardo (1922-1991)— en iniciar la labor apostólica en Portugal. Había conocido el Opus Dei durante sus estudios universitarios, a través de su amigo Juan Antonio Galarraga, y había pedido la admisión el 7 de julio de 1940.
Tras su estancia en Portugal (1946-1954) se instaló en Pamplona, donde permanecería el resto de su vida, trabajando como profesor de Genética en la Universidad de Navarra. Fue el primer decano de la Facultad de Ciencias de la Universidad de Navarra. En ese centro docente organizó el Laboratorio de Genética, y puso en marcha las técnicas de citogenética humana, gracias a los conocimientos adquiridos en el laboratorio del genetista galo Jérôme Lejeune.
Falleció en un accidente, víctima de una crisis asmática cuando ascedía el pico Carlit, cerca de Font-Romeu-Odeillo-Via en el departamento de Pirineos Orientales. La crisis le sobrevino cuando se hallaba al frente de un grupo compuesto por otras ocho personas que practicaban el montañismo en la zona pirenaica.
La Universidad de Navarra celebró un acto académico en su honor el 25 de enero de 1986.